# 마르키즈어
마르키즈어(영어: Marquesan language)는 프랑스령 폴리네시아의 마르키즈 제도에서 쓰이는 폴리네시아어군 언어이다. 방언차가 상당히 크며 북마르키즈어와 남마르키즈어라는 두 개의 언어라고 보기도 한다.

## 방언
- 북마르키즈어
  - 하투투 방언 (Hatutu)
  - 누쿠히바 방언 (Nuku Hiva)
  - 타이피 방언 (Tai Pi) †
  - 우아후카 방언 (Ua Huka)
  - 우아포우 방언 (Ua Pou)
- 남마르키즈어
  - 파투히바 방언 (Fatu Hiva)
  - 히바오아 방언 (Hiva Oa)
  - 타후아타 방언 (Tahuata)

타이피 방언은 누쿠히바섬의 동쪽 3분의 1 영역에서 쓰였고 북마르키즈어와 별개의 언어로 보기도 했으나 오늘날 사멸했다. 우아후카 방언은 북부와 남부의 중간 정도 성격을 띠며 남부식으로 우아후나(Ua Huna) 방언이라 불리기도 한다.
/f/와 /h/의 구별은 남부 방언에만 있고 북부 방언에서는 /h/로 합쳐졌다. 폴리네시아조어 *ŋ은 북부 방언에서 /k/로, 남부 방언에서 /n/으로 변했다. 타이피 방언에서는 [ŋk]로 발음되었다.
| 폴리네시아조어 | *p | *t | *k  | *q | *m | *n | *ŋ  | *w | *ɸ  | *s | *h | *l/*r |
| -------------- | -- | -- | --- | -- | -- | -- | --- | -- | --- | -- | -- | ----- |
| 북마르키즈어   |    |    |     |    |    |    |     |    |     |    |    |       |
| 누쿠히바       | p  | t  | k/ʔ | Ø  | m  | n  | k   | v  | h   | h  | Ø  | ʔ     |
| 우아포우       | p  | t  | k   | Ø  | m  | n  | k   | v  | h   | h  | Ø  | ʔ     |
| 우아후카       | p  | t  | k/ʔ | Ø  | m  | n  | n/k | v  | h/f | h  | Ø  | ʔ     |
| 남마르키즈어   | p  | t  | ʔ/k | Ø  | m  | n  | n   | v  | f/h | h  | Ø  | k/ʔ   |

## 음운론
아래 설명은 북부의 우아포우 방언을 기준으로 한다.
|        | 순음  | 치경음 | 연구개음 | 성문음 |
| ------ | ----- | ------ | -------- | ------ |
| 파열음 | p     | t      | k        | ʔ      |
| 마찰음 | (f) v |        |          | h      |
| 비음   | m     | n      |          |        |
| 유음   |       | (r)    |          |        |

마르키즈어의 두드러진 특징은 폴리네시아조어의 유음 *l, *r이 대부분 성문 파열음 /ʔ/으로 변한 점이다. 우아포우 방언에서 유음 /r/은 드물며, 주로 탄음 [ɾ]으로 발음되고 전동음 [r]로 발음되기도 한다. /r/은 /ʔ/로 교체 가능한 경우가 많다. 우아포우 방언에 /r/이 남아 있는 이유는 타히티어 및 프랑스어의 영향이거나, *l, *r > /ʔ/의 음운변화가 완료되지 않았기 때문일 수 있다.
남부 방언의 /f/ 음소는 폴리네시아조어 *ɸ에서 왔다. 북부 방언에서는 /h/로 합쳐졌다. 우아포우 방언에서 /f/는 남부 방언, 프랑스어, 영어 차용어에서만 나타난다.
누쿠히바 방언에서 /f s r/은 외래어에만 나타난다.
모음은 /a/ /e/ /i/ /o/ /u/가 있다.
음절 구조는 (C)V(V)이다. 음운론적 단어는 보통 1~3개 음절로 이루어진다. 단어 강세는 다음 규칙을 따른다.
- 마지막 장모음 또는 3음절 단어의 경우 첫 장모음에 오거나,
  - 장모음이 없는 경우: 마지막 이중모음에 오거나,
    - 이중모음이 없는 경우: 마지막에서 두 번째 음절에 온다.

마르키즈어의 또다른 특징으로, 음운론적 절의 마지막에서 두 번째 모음이 장음화되는 현상이 있는데, 이 모음은 장모음보다도 훨씬 길게 발음된다. 이 현상은 마지막 모음이 장모음이 아닌 경우에만 일어난다.

### 표기법
모투 하카 협회(l'Association Motu Haka o Te Henua Ènana)에서 제정한 표기법은 장모음과 성문 파열음을 다음과 같이 표기한다.
- 장모음은 장음 부호로 표기한다. (ā ē ī ō ū)
- 성문 파열음은 뒤따르는 모음에 억음 부호로 표시한다. (à è ì ò ù)
- 성문 파열음 뒤에 장모음이 오면 곡절 부호로 표시한다. (â ê î ô û)
- 동일한 모음 사이에 성문 파열음이 오면 모음 글자를 중복한다. (aa ee ii oo uu)

## 문법

### 대명사
누쿠히바 방언의 인칭대명사 체계는 다음과 같다.
|      | 포함1인칭 | 배제1인칭 | 2인칭 | 3인칭 |
| ---- | --------- | --------- | ----- | ----- |
| 단수 |           | au/ʻu     | ʻoe   | ia    |
| 쌍수 | taua      | maua      | ʻoua  | ʻaua  |
| 복수 | tatou     | matou     | ʻotou | ʻatou |

일부 방언에서는 2인칭 대명사가 성문 파열음이 아닌 k로 시작한다.

### 관사와 지시사
일반명사 앞에는 정관사 te가 붙어 한정성을 나타낸다. te는 수와 상관없이 쓰일 수 있지만 쌍수 정관사 na도 존재한다. 관사가 없으면 부정명사이지만, 부정 특정명사 앞에는 관사 titahi가 붙을 수 있다. (정관사 te와 수사 tahi가 합쳐진 형태)
“A는 하나의 B이다.”를 뜻하는 동일성 구문에서는 B 앞에 부정관사 he가 붙는다.
| He                 | potu | te-nā.  |
| INDEF              | cat  | DEF-DEM |
| “저것은 고양이다.” |      |         |

지시사는 다음이 있다.
- nei: 근칭, 화자에게 가까움
- nā: 중칭, 청자에게 가까움
- ʻā, aʻa: 원칭, 화자와 청자에게 멂
- hua: 대용, 기존에 언급됨

첫 세 개의 지시사는 명사 뒤나 명사 앞에 올 수 있다. 명사 앞에 오는 경우 관사와 한덩어리가 되며, 이처럼 관사와 융합한 지시사는 명사 없이 독립적인 지시대명사로 쓰일 수도 있다. 대용지시사인 hua는 명사 앞에 오며 관사와 함께 쓰이지 않는다.
| te      | vehine | nei |
| DEF     | woman  | DEM |
| 이 여자 |        |     |

| te-nei  | vehine |
| DEF-DEM | woman  |
| 이 여자 |        |

| te-ʻā   |
| DEF-DEM |
| 저것    |

| hua                 | vehine |
| DEM                 | woman  |
| (아까 말한) 그 여자 |        |

## 참고 문헌
- Cablitz, Gabriele H. 《Marquesan: A Grammar of Space》. Trends in Linguistics. Studies and Monographs 169. Mouton de Gruyter. ISBN 978-3-11-018949-0.
- Charpentier, Jean-Michel; François, Alexandre (2015). 《Atlas Linguistique de Polynésie Française — Linguistic Atlas of French Polynesia》. Mouton de Gruyter & Université de la Polynésie Française. ISBN 978-3-11-026035-9.
- “Grammaire et dictionnaire de la langue des Îles Marquises”: Mgr Dordillon's Marquesan language dictionary (Société des études océaniennes, Pape’ete, 1904 – reissued 1999)
- Krupa, V. (2005). “Syntax of Verbal Nouns in Marquesan”. 《Oceanic Linguistics》 44 (2): 505-516.
- Lynch, John (2002). 〈Marquesan〉.   Lynch, John; Ross, Malcolm; Crowley, Terry. 《The Oceanic Languages》. Richmond, Surrey: Curzon Press. ISBN 978-0-7007-1128-4.
- Mutu, Margaret; Teìkitutoua, Ben (2002). 《Ùa Pou: Aspects of a Marquesan dialect》 (PDF). Canberra: Pacific Linguistics. ISBN 0-85883-526-6.